# Stanisław Aniołkowski
Stanisław Aniołkowski, né le 20 janvier 1997 à Varsovie, est un coureur cycliste polonais.

## Biographie
En 2015, Stanisław Aniołkowski gagne une étape et termine deuxième de la Coupe du Président de la Ville de Grudziądz. En août, il se classe 31e des championnats d'Europe juniors à Tartu, tandis que son compatriote Alan Banaszek remporte le titre.
En 2016, il rejoint la formation Verva ActiveJet, qui obtient le statut d'équipe continentale professionnelle. Au mois de juin, il se classe quatrième du championnat de Pologne sur route espoirs. Cependant, l'équipe cesse ses activités à l'issue de cette saison. Un temps sans équipe, il rejoint début avril 2017 l'équipe continentale Hurom.
Il s'engage pour 2024 avec l'équipe UCI WorldTeam Cofidis.

## Palmarès
- 2015
  - 4e étape de la Coupe du Président de la Ville de Grudziądz
  - 2e de la Coupe du Président de la Ville de Grudziądz
- 2018
  - 2e et 4e étapes de Pologne-Ukraine
- 2019
  - 3e et 5e étapes de la Carpathian Couriers Race
  - 4e étape de la Course de Solidarność et des champions olympiques
  - Dookoła Mazowsza :
    - Classement général
    - 3e étape

  - 2e et 5e étapes du Tour de Roumanie
  - 2e du championnat de Pologne sur route espoirs
  - 3e de la Szlakiem Walk Majora Hubala
  - 4e du championnat d'Europe sur route espoirs
- 2020
  -  Champion de Pologne sur route
  - Bałtyk-Karkonosze Tour : 
    - Classement général
    - 4e étape

  - Course de Solidarność et des champions olympiques :
    - Classement général
    - 3e étape

  - 1re étape du Tour of Malopolska
  - Visegrad 4 Bicycle Race - GP Slovakia
  - 2e du championnat de Pologne de poursuite par équipes
  - 3e du Puchar Ministra Obrony Narodowej
  - 3e du Tour de Szeklerland
- 2021
  - 10e de la Classic Bruges-La Panne
- 2023
  - 1re et 4e étapes du Tour de Grèce
  - 2e du Mémorial Andrzej Trochanowski
  - 3e du Tour de Grèce
  - 3e du Tour du Limbourg
- 2024
  - 8e du championnat d'Europe sur route
- 2025
  - 2e du Trofeo Palma
  - 9e du Copenhagen Sprint

## Résultats sur les grands tours

### Tour d'Italie
1 participation
- 2024 : 129e

## Classements mondiaux
| Année                                 | 2019 | 2020 | 2021 | 2022 | 2023 | 2024 |
| ------------------------------------- | ---- | ---- | ---- | ---- | ---- | ---- |
| Classement mondial                    | 349e | 126e | 227e | 259e | 301e | 163e |
| UCI Europe Tour                       | 282e | 104e | 194e | 211e | 239e | 133e |
|                                       |      |      |      |      |      |      |
| Légende : nc = non classéSource : UCI |      |      |      |      |      |      |